# 社科博源宾馆
39°55′16″N 116°24′15″E / 39.92124°N 116.40422°E

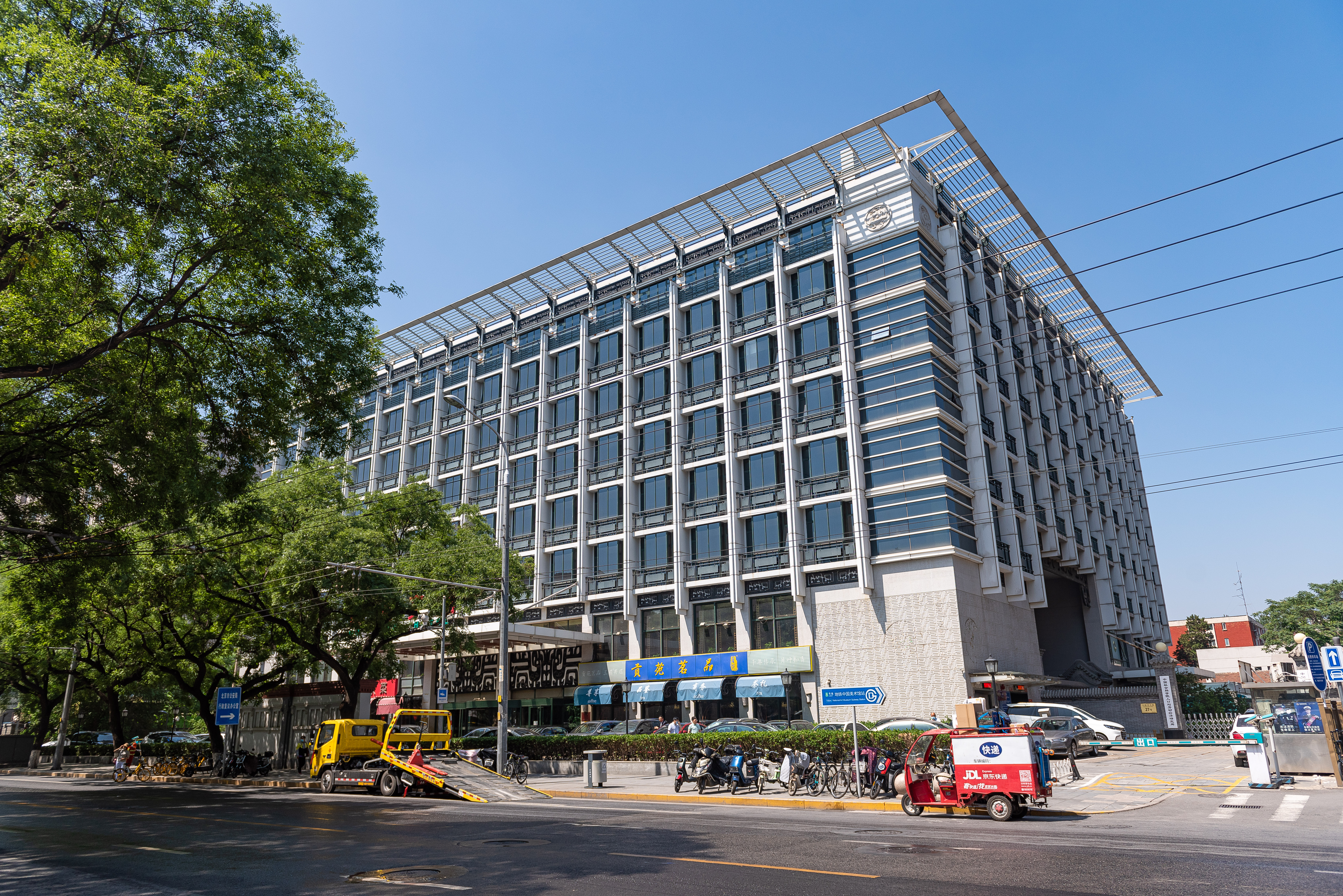
社科博源宾馆（2021年6月）

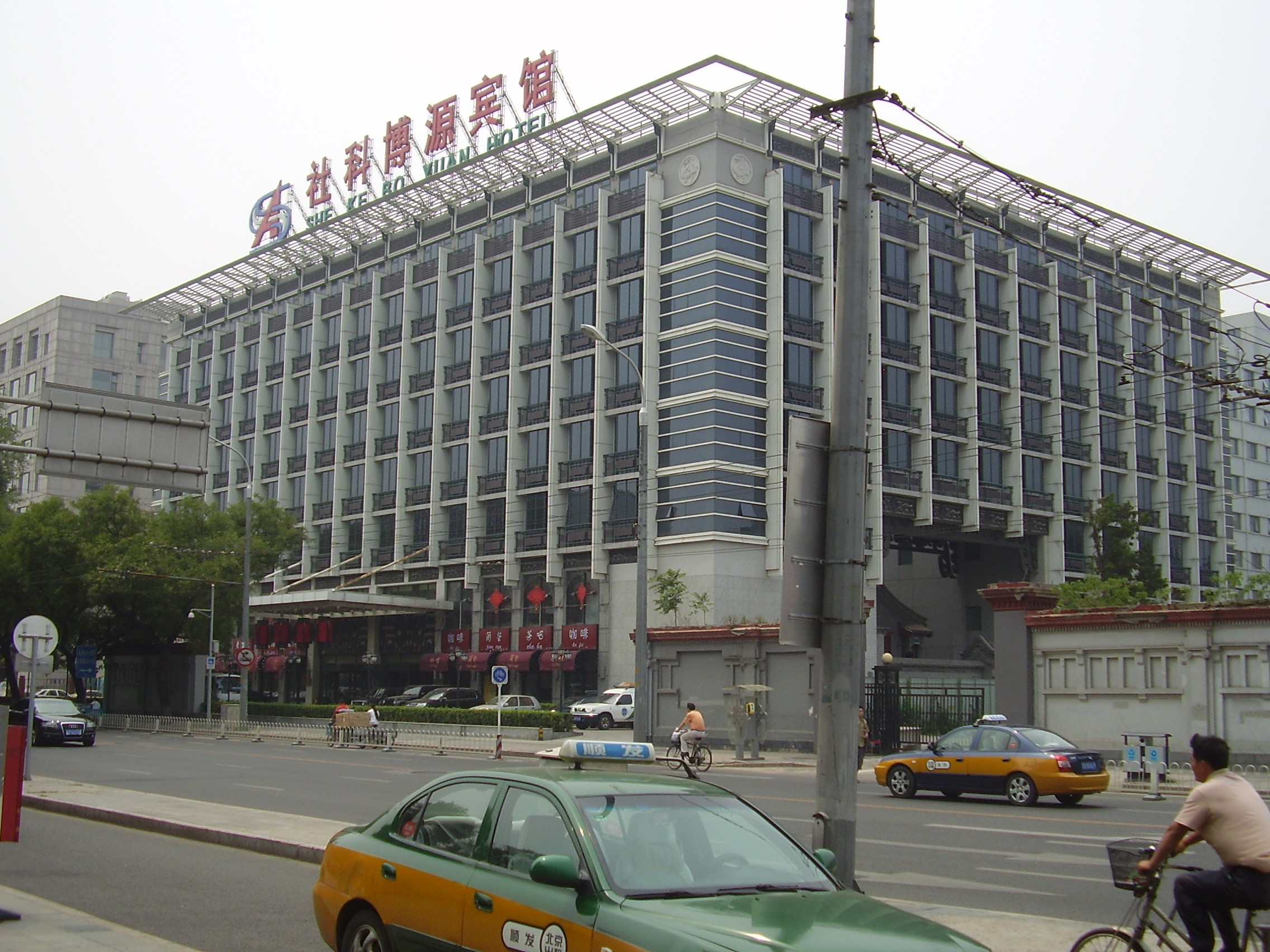
社科博源宾馆（约2010年）。自王府井大街北口东侧向西南拍摄。图中左侧及右侧的围墙是原黎元洪旧居的围墙

北京王府井访问学者公寓（社科博源宾馆）是位于中国北京市东城区王府井大街27号的一座饭店。

## 简介
北京王府井访问学者公寓（社科博源宾馆）隶属于中国社会科学院。该饭店的原址是黎元洪旧居，中华民国时期曾经作为黎元洪的中华民国大总统府。于2007年4月1日开业。楼高8层，共有客房78间（套）。该饭店设有多功能厅会议室、商务中心等设施。